# جين كوبر (كاتبة)
جين كوبر (بالإنجليزية: Jane Cooper)‏ هي كاتِبة وشاعرة أمريكية، ولدت في 9 أكتوبر 1924 في اتلانتيك سيتي في الولايات المتحدة، وتوفيت في 26 أكتوبر 2007 في نيوتاون باكز مقاطعة في الولايات المتحدة.